# Ammochloa involucrata
Ammochloa involucrata là một loài thực vật có hoa trong họ Hòa thảo. Loài này được Murb. mô tả khoa học đầu tiên năm 1900.